# Muzeum Ziemi Pyrzyckiej w Pyrzycach
Muzeum Ziemi Pyrzyckiej w Pyrzycach – muzeum z siedzibą w Pyrzycach. Placówka jest prowadzona przez Dział Tradycji Pyrzyckiej Biblioteki Publicznej, a jej siedzibą jest pochodząca z XV wieku kaplica szpitalna św. Ducha.
Ekspozycja muzealna została zorganizowana w 2013 roku, z chwilą przeniesienia z kaplicy głównej siedziby biblioteki. W ramach wystawy prezentowane są pamiątki związane z historią miasta oraz Pomorza Zachodniego, począwszy od średniowiecza (m.in. denary pyrzyckie z XV w., dzwony z kościoła w Obrominie, zabytki sakralne) po XIX wiek i lata współczesne (widokówki, prasa i publikacje, przedmioty codziennego użytku, militaria). Ponadto w zbiorach znajdują się również dzieła miejscowych twórców ludowych.
Muzeum jest obiektem całorocznym, czynnym we wtorki i czwartki, natomiast w pozostałe dni – po uprzednim uzgodnieniu.